# 飯野町 (福島市)
飯野町（いいのまち）は、福島県福島市の地名で飯野支所所管にあたる飯野地域内である。

## 概要
福島市飯野地域の行政施設が集まっており、東日本大震災の影響で移転してきた飯舘村の村役場を含めた施設も共に所在している。

## 地理
福島市南東部及び飯野地域の南端部に位置し、二本松市（木幡・下川崎）との市境にあたる。北で飯野町青木と、北東で飯野町大久保と、南東で二本松市木幡と、南西で二本松市下川崎と、北西で飯野町明治とそれぞれ隣接する。

### 河川・架橋
- 阿武隈川
- 女神川
  - 後川橋 - 福島市道
  - 新鶴巻橋 - 福島市道

### 主な字
- 阿弥陀久保
- 石平
- 井戸上
- 稲荷久保
- 稲荷森
- 稲荷山
- 犬子ケ原
- 入楮田
- 後川
- 後源田
- 後田山
- 後谷戸
- 縁木内
- 甥ノ久保
- 大稲場
- 大稲場山
- 大山田
- 笠ノ内
- 笠ノ内山
- 金山

- 金山東
- 蟹沢
- 上石平
- 上苅松田
- 上楮田
- 上合田
- 苅又山
- 川前
- 雁道
- 北稲神
- 北蟹沢
- 経檀
- 源田内
- 源田内前
- 合田
- 小平
- 小平山
- 境川
- 界口
- 三升蒔田

- 三本木
- 四在家
- 四在家山
- 志保井
- 下苅松田
- 下楮田
- 下合田
- 下白山
- 下針木戸
- 蛇堀
- 鎮石内
- 新田
- 巣通
- 砂田
- 相模取場
- 舘
- 舘ノ腰
- 団子石
- 躑躅山
- 戸ノ内

- 中井戸
- 長畑
- 長畑山
- 中森
- 中屋敷
- 西金山
- 西志保井
- 西鎮石内
- 西新田
- 西藤柄
- 西宮平
- 沼上
- 白山
- 白山向
- 羽柴
- 八幡前
- 初森
- 原田
- 針木戸
- 針木戸向

- 半内田
- 東四在家
- 東鎮石内
- 東中森
- 藤柄
- 前川
- 前原田
- 町
- 町畑
- 三ッ石
- 三ッ石山
- 南稲神
- 南甥山
- 南小平
- 南山田
- 宮川
- 宮平
- 宮平山
- 向源田
- 向舘

- 目細内
- 谷戸
- 谷戸東
- 谷戸山
- 山川前
- 綿ノ柴

## 歴史
1889年4月1日、町村制施行より伊達郡飯野村と同郡西飯野村が合併し、飯野村が成立。各旧村は大字飯野・大字西飯野となる。1927年に村内中心部に大火災が発生し村役場が焼失する。その後、新役場の所在地を巡って村内で対立が起こり、1930年11月3日に飯野村は大字飯野・大字西飯野の各一部を伊達郡明治村として分村し、残りの飯野村内の大字を統合し、大字飯野となる。
- 1937年 - 飯野村が町制施行し、飯野町となる。
- 1955年1月2日 - （旧）飯野町が青木村・大久保村・明治村と合併し、（新）飯野町が成立。
- 2008年7月1日 - 福島市が飯野町を編入。大字飯野は福島市飯野町となる。

## 世帯数と人口の推移
| 年     | 世帯数（世帯） | 人口（人） |
| ------ | -------------- | ---------- |
| 1935年 | 479            | 2,668      |
| 1947年 | 622            | 3,255      |
| 2012年 | 730            | 2,137      |
| 2017年 | 732            | 1,951      |

- 2017年は6月30日現在の世帯数と人口である[1]。

## 施設

### 行政
- 福島市役所飯野支所
- 飯舘村役場飯野出張所

### 教育
- 福島市立飯野中学校
- 福島市立飯野幼稚園

### 観光
- 蓬萊ダム
- 飯野白山住居跡

## 交通

### バス
福島交通路線バス
- （福島駅方面） - 金山 - 飯野下町 - 後川 - 飯野町
  - 医大・立子山経由飯野
  - 飯野
- （福島駅方面） - 飯野町 - （南相馬方面）
  - 医大経由南相馬

川俣町自治体バス
- （川俣方面） - 飯野町 - （松川駅方面）
  - 川俣松川線
  - 飯野松川線

### 道路
- 福島県道39号川俣安達線
- 福島県道40号飯野三春石川線
- 福島県道305号木幡飯野線
- 福島県道307号福島飯野線
- 福島市道58号椿沢線
- 福島市道59号鍛冶合内線（当地区内未事業化）